# Orthrus calilungae
Orthrus calilungae is een spinnensoort in de taxonomische indeling van de springspinnen (Salticidae).
Het dier behoort tot het geslacht Orthrus. De wetenschappelijke naam van de soort werd voor het eerst geldig gepubliceerd in 1998 door Alberto Barrion.